# Межвременной односистемный подход
Межвременной односистемный подход (МОП) — подход в марксизме, который был призван преодолеть двойственный подход в отношении интерпретации теории стоимости Маркса. Характеризуется рядом нововведений по сравнению с классической трактовкой «проблемы трансформации», заложенной Борткевичем. Во-первых, в МОП принимается, что цены и стоимости аналогичных товаров, составляющих затраты и выпуск продукции, могут не совпадать. Предполагается, что цены и стоимости товаров, использующихся в качестве затрат, формируются в предшествующий период и до того, как определятся цены и стоимости товаров, из которых слагается выпуск продукции текущего периода, поэтому первые являются детерминантами последних. Такой подход получил название метода последовательных стоимостей. Во-вторых, методологию МОП отличает анализ неравновесных состояний экономических явлений. В рамках этого подхода стоимости и цены производства стремятся к своим равновесным значениям и достигают их на протяжении бесконечно большого промежутка времени, однако в каждый конкретный момент времени стоимости и цены неравновесны.